# Формати папира
У штампарству и издаваштву се користи неколико стандардних формата папира и неколико додатних. Формати папира су битни када се ради неки штампарски производ.
Стандардни формати су формати A, B и C, према ISO 216. Почетни формати су A0, B0 и C0, и сваки следећи формат се добија дељењем по дужини дуже странице на два једнака дела. Тако, нпр. када се саставе две странице A5 формата, добија се A4 формат. Због прецизности, формати папира се увек изражавају у милиметрима.
|    | A          | B          | C          |
| -- | ---------- | ---------- | ---------- |
| 0  | 840 × 1188 | 1400× 1000 | 1296 × 917 |
| 1  | 594 × 840  | 1000 × 700 | 917 × 648  |
| 2  | 420 × 594  | 700 × 500  | 648 × 458  |
| 3  | 297 × 420  | 500 × 350  | 458 × 324  |
| 4  | 210 × 297  | 353 × 250  | 324 × 229  |
| 5  | 148 × 210  | 250 × 175  | 229 × 162  |
| 6  | 105× 148   | 175 × 125  | 162 × 114  |
| 7  | 105 x 74   | 88 x 125   | 81 x 114   |
| 8  | 74 x 52    | 62 x 88    | 57 x 81    |
| 9  | 52 x 37    | 44 x 62    | 40 x 57    |
| 10 | 37 x 26    | 31 x 44    | 28 x 40    |

У Краљевини Југославији, нови стандардни формат је, око 1936, прво користила Управа државних железница. Раније су се користили тзв. трговачки формат, 220×293 мм, и канцеларијски, 210×340 мм.